# أم الحصم
أم الحصم هي قرية تقع في جنوب المنامة عاصمة مملكة البحرين بالقرب من الماحوز. تعتبر من مصايف البحرين قديما وهي منطقة سكنية مكونة من المنازل والمباني حديثة الإنشاء إلى جانب احتوائها على عدد من المتاجر والمطاعم الأجنبية.
سميت بهذا الاسم لكثرة وجود الحصم فيها سابقا وهو عبارة عن أصداف صغيرة الحجم كانت تستخدم لتزيين البيوت من الخارج. أما الرواية الثانية فتذكر بأن القرية سميت بهذا الاسم لوجود مبارك مطر الحصم هناك من عائلة الحصم فرع من فروع الرشايدة. توجد في هذة المدينة أقلية يهودية.
عبد العزيز الشملان وهو الزعيم الوطني البحريني من عقد 1950 وفي وقت لاحق سفير البحرين في القاهرة وهو أحد الأكثر شهرة من المقيمين السابقين في القرية جنبا إلى جنب مع الراحل يوسف عبد الرحمن انجنير. تحتفظ أم الحصم بتقاليدها اليسارية بوجود مقر جمعية العمل الوطني الديمقراطي.

## مدينة صحية
في عام 2018 تسلم الشيخ هشام بن عبد الرحمن آل خليفة محافظ محافظة العاصمة اعتماد أم الحصم مدينة صحية من قبل منظمة الصحة العالمية لتكون بذلك أول مدينة في البحرين تنال هذا الاعتماد.